# Gulargambone
Gulargambone is een plaats in de Australische deelstaat New South Wales en telt 449 inwoners (2006).